# Evasione (film 1943)
Evasione (Douce) è un film del 1943 diretto da Claude Autant-Lara tratto dal romanzo "Douce" di Michel Davet.

## Trama
Irene è la governante di Douce de Bonafé ed ha come amante Fabien di cui è innamorata anche la ragazza. 
Fabien vorrebbe trasferirsi in Canada con Irene ma a lei farebbe più comodo un matrimonio di interesse con il padre di Douce rimasto vedovo. L'uomo dunque parte con la ragazza che è disposta a vivere in povertà a suo fianco ma quando la governante muore tragicamente decide di rientrare in patria.